# De dochter van Koning Leugenaar
De dochter van Koning Leugenaar is een volksverhaal uit Suriname.

## Het verhaal
Lang geleden leefde er een koning, hij wilde dat zijn zoon met prinses Helena zou trouwen. Prinses Helena is de dochter van Koning Leugenaar en de prins gaat op weg naar het rijk. Hij ziet twee jongens die ruzie hebben en hij komt tussenbeide. Ze leggen uit dat hun vader is gestorven en beide vinden dat ze recht hebben op zijn scheermes. De prins wil het mes wel kopen en de mannen kunnen het geld dan eerlijk verdelen. Het mes helpt in geval van problemen als je Snij-Snel roept. Opnieuw komt de prins twee vechtende jongens tegen en hoort dat ze om een weitas vechten. De tas kan alle kogels opvangen als je Vang-Snel roept en de tas wordt gekocht door de prins. Dan komt hij een oud vrouwtje tegen die vraagt of hij haar rug wil wassen. De vrouw vraagt of hij echt met Helena trouwen wil.
De prins hoort dat Helena zich elke dag in de rivier baadt en de kleren onder een boom legt. De prins moet de kleren verstoppen en Helena zal roepen dat ze zal trouwen met degene die haar kleren terug brengt. Pas de derde keer moet de man met de kleren tevoorschijn komen en dit gebeurt. Helena zegt dat haar vader onmogelijke opdrachten zal geven aan de jongen, omdat hij niet wil dat zijn dochter met hem trouwt. Helena belooft de jongen te helpen als hij goed is. Koning Leugenaar wil dat de prins een bos omhakt, maïs plant en een maïsbroodje maakt voor de koning. Het scheermes snijdt alle bomen om en de prinses laat de jongen rusten. 's Avonds krijgt Koning Leugenaar zijn maïsbroodje en hij bedenkt een nieuwe opdracht.
De prins moet vertellen welk meisje van een tweeling het eerst geboren is. Helena stuurt een vlieg en deze zal gaan zitten op het rechteroor van de eerstgeborene. De prins zegt wie de eerstgeborene is en mag de volgende dag met de prinses trouwen. Als hij op bed wil gaan, gooit Helena een houtblok op het bed en de matras kantelt. Het blok hout komt in een ketel met kokend water en het paar vlucht. De haan kukelt en Koning Leugenaar roept zijn soldaten. Er wordt geschoten, maar de weitas vangt alle kogels op. Het paar komt bij de rivier, maar er is geen boot. Ze springen in het water en veranderen in eendjes. De soldaten springen ook in het water en de prins en Helena veranderen in ara's. Ze vliegen naar het rijk van de vader van de prins en er wordt een feest georganiseerd. Tot ver na middernacht wordt Banaamba gedanst.

## Achtergronden
- De Banaamba is een Saramakaanse dans, die men in de stad (Paramaribo) niet kent.
- De Saramakaner Gijs Seedo vertelde dat Banaamba alleen door meisjes en vrouwen wordt gedanst tijdens verschillende feestelijke gebeurtenissen.